# Giro di Lombardia 1967
Il Giro di Lombardia 1967, sessantunesima edizione della corsa, fu disputata il 21 ottobre 1967 su un percorso di 266 km. Fu vinto dall'italiano Franco Bitossi, giunto al traguardo con il tempo di 6h54'50" alla media di 38,473 km/h, precedendo il connazionale Felice Gimondi e il francese Raymond Poulidor.
Presero il via da Milano 90 ciclisti: 26 di essi portarono a termine la gara. Il francese André Zimmermann, inizialmente quarto classificato, sarà in seguito squalificato per doping.

## Ordine d'arrivo (Top 10)
| Pos. | Corridore         | Squadra    | Tempo    |
| ---- | ----------------- | ---------- | -------- |
| 1    | Franco Bitossi    | Filotex    | 6h54'50" |
| 2    | Felice Gimondi    | Salvarani  | a 31"    |
| 3    | Raymond Poulidor  | Mercier    | s.t.     |
| SQ   | André Zimmermann  | Peugeot    | s.t.     |
| 4    | Wladimiro Panizza | Vittadello | s.t.     |
| 5    | Adriano Passuello | Molteni    | s.t.     |
| 6    | Eddy Merckx       | Peugeot    | s.t.     |
| 7    | Guido De Rosso    | Vittadello | s.t.     |
| 8    | Raymond Delisle   | Peugeot    | a 1'01"  |
| 9    | Jan Janssen       | Pelforth   | a 1'29"  |
| 10   | Bernard Guyot     | Pelforth   | a 1'31"  |